# Département de Laishí
Le département de Laishi est une des 9 subdivisions de la province de Formosa, en Argentine. Son chef-lieu est la ville de San Francisco de Laishi.
Le département de Laishi est bordé au nord le département de Formosa, à l'est par le Paraguay, au sud-ouest par la province du Chaco et au nord-ouest par le département de Pirané.
Le département a une superficie de 3 480 km2 et sa population s'élevait à 16 227 habitants en 2001.

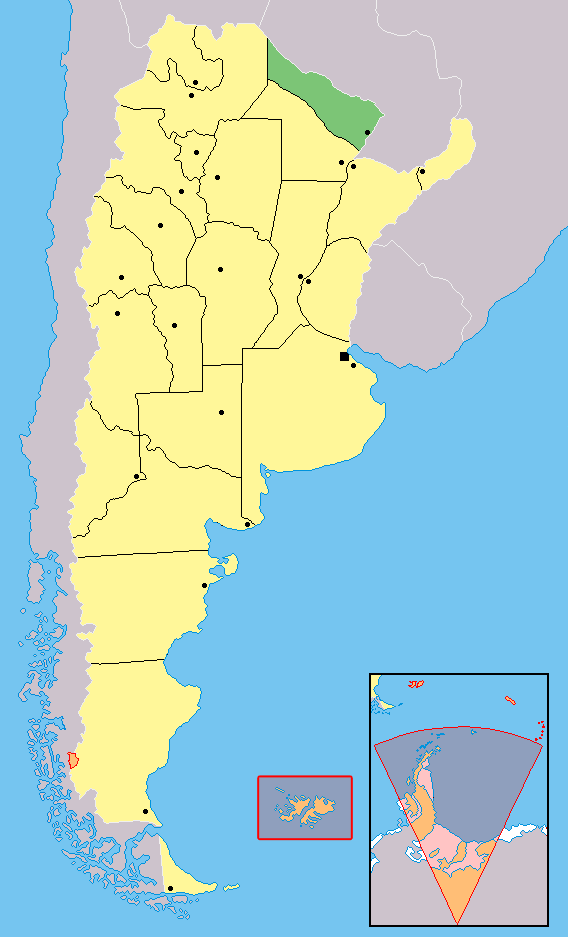
Localisation de la province de Formosa en Argentine.

## Villes et localités
- Colonia Cano
- San Francisco de Laishi, chef-lieu